# Marc Rippel
Marc Rippel (Coblenza, 7 de julio de 1979) es un deportista alemán que compitió en remo. Ganó dos medallas de plata en el Campeonato Mundial de Remo, en los años 2006 y 2008.

## Palmarés internacional
| Campeonato Mundial | Campeonato Mundial   | Campeonato Mundial | Campeonato Mundial      |
| Año                | Lugar                | Medalla            | Prueba                  |
| ------------------ | -------------------- | ------------------ | ----------------------- |
| 2006               | Eton (Reino Unido)   | Medalla de plata   | Ocho con timonel ligero |
| 2008               | Ottensheim (Austria) | Medalla de plata   | Ocho con timonel ligero |